# Kalimation
Kalimation – jeden z elementów wypełniających strop grecki, tworzący kasetony.